# Junior's Farm
Singles de Paul McCartney et les Wings
Band on the Run
(1974) Listen to What the Man Said
(1975)
Junior's Farm est une chanson de Paul McCartney et les Wings parue en single en octobre 1974. Enregistré à Nashville (Tennessee), il s'agit d'un rock rapide. En face B se trouve la chanson Sally G, à la tonalité country. Il s'agit du seul single inédit publié par le groupe entre ses albums Band on the Run (1973) et Venus and Mars (1975).
Le disque se classe en 3e position des charts américaines, et occupe la 16e place au Royaume-Uni. La face B entre également dans le top 20, à la 17e place. Bien qu'il s'agisse d'une chanson assez mineure de l'œuvre de McCartney, Junior's Farm bénéficie d'une certaine tendresse de son auteur, qui lui vaut de figurer dans plusieurs compilations.